# Pedro van Raamsdonk
Pedro Johannes van Raamsdonk (ur. 2 października 1960  w Amsterdamie) – holenderski bokser walczący w kategorii średniej i półciężkiej, medalista amatorskich mistrzostw świata, zawodowy mistrz Europy.

## Kariera amatorska
Zdobył srebrny medal w wadze średniej (do 75 kg) na mistrzostwach Europy w 1981 w Tampere po porażce w finale z Jurijem Torbekiem z ZSRR. Na mistrzostwach świata w 1982 w Monachium zdobył w tej kategorii brązowy medal przegrywając w półfinale z Tarmo Uusivirtą z Finlandii. Przegrał pierwszą walkę w wadze średniej na mistrzostwach Europy w 1983 w Warnie z Bułgarem Ilią Angełowem.
Na igrzyskach olimpijskich w 1984 w Los Angeles odpadł w ćwierćfinale, przegrywając z Arístidesem Gonzálezem z Portoryko. Przegrał pierwszą walkę w wadze półciężkiej na mistrzostwach Europy w 1985 w Budapeszcie.
Dwukrotnie był amatorskim mistrzem Holandii juniorów i siedmiokrotnie w kategorii seniorów.

## Kariera zawodowa
Na zawodowstwo przeszedł w 1986. W 1987 został zawodowym mistrzem Holandii w wadze półciężkiej, a 7 września 1988 w Reading zdobył tytuł mistrza Europy federacji EBU po wygranej z Tomem Collinsem przez techniczny nokaut w 7. rundzie. Stracił ten tytuł już w następnej walce po przegranej na punkty ze swym rodakiem Janem Lefeberem 11 listopada tego roku w Rotterdamie. Była to jego pierwsza porażka na zawodowym ringu. Próbował odzyskać ten tytuł 26 stycznia 1990 w Perpignan, ale przegrał z obrońcą pasa mistrzowskiego Érikiem Nicolettą.
Zakończył karierę w 1991 po 15 wygranych i 5 przegranych walkach.
Jest trenerem bokserskim.